# Mateo Lisica
Mateo Lisica (Pola, 9 luglio 2003) è un calciatore croato, ala della Dinamo Zagabria.

## Caratteristiche tecniche
È un'ala destra.

## Carriera

### Club
Cresciuto nel settore giovanile dell'Istria 1961, debutta in prima squadra il 30 luglio 2020 in occasione dell'incontro di 1.HNL perso 3-0 contro lo Slaven Koprivnica.
Il 10 giugno 2025 viene acquistato dalla Dinamo Zagabria.

### Nazionale
Il 12 settembre 2023 fa il suo debutto con la Croazia U-21 partendo da titolare nella partita vinta 2-4 ai danni delle Fær Øer.

## Statistiche
Statistiche aggiornate al 7 agosto 2021.

### Presenze e reti nei club
| Stagione        | Squadra         | Campionato      | Campionato | Campionato | Coppe nazionali | Coppe nazionali | Coppe nazionali | Coppe continentali | Coppe continentali | Coppe continentali | Altre coppe | Altre coppe | Altre coppe | Totale | Totale | Totale |
| Stagione        | Squadra         | Comp            | Pres       | Reti       | Comp            | Pres            | Reti            | Comp               | Pres               | Reti               | Comp        | Pres        | Reti        | Pres   | Reti   |        |
| --------------- | --------------- | --------------- | ---------- | ---------- | --------------- | --------------- | --------------- | ------------------ | ------------------ | ------------------ | ----------- | ----------- | ----------- | ------ | ------ | ------ |
| 2019-2020       | Istria 1961     | 1.HNL           | 4          | 0          | CC              | 0               | 0               |                    | -                  | -                  |             | -           | -           | 4      | 0      |        |
| 2020-2021       | Istria 1961     | 1.HNL           | 17         | 0          | CC              | 2               | 0               |                    | -                  | -                  |             | -           | -           | 19     | 0      |        |
| 2021-2022       | Istria 1961     | 1.HNL           | 4          | 0          | CC              | 0               | 0               |                    | -                  | -                  |             | -           | -           | 4      | 0      |        |
| Totale carriera | Totale carriera | Totale carriera | 25         | 0          |                 | 2               | 0               |                    | -                  | -                  |             | -           | -           | 27     | 0      |        |

### Cronologia presenze e reti in nazionale
| Cronologia completa delle presenze e delle reti in nazionale ― Croazia under 21 | Cronologia completa delle presenze e delle reti in nazionale ― Croazia under 21 | Cronologia completa delle presenze e delle reti in nazionale ― Croazia under 21 | Cronologia completa delle presenze e delle reti in nazionale ― Croazia under 21 | Cronologia completa delle presenze e delle reti in nazionale ― Croazia under 21 | Cronologia completa delle presenze e delle reti in nazionale ― Croazia under 21 | Cronologia completa delle presenze e delle reti in nazionale ― Croazia under 21 | Cronologia completa delle presenze e delle reti in nazionale ― Croazia under 21 |
| Data                                                                            | Città                                                                           | In casa                                                                         | Risultato                                                                       | Ospiti                                                                          | Competizione                                                                    | Reti                                                                            | Note                                                                            |
| ------------------------------------------------------------------------------- | ------------------------------------------------------------------------------- | ------------------------------------------------------------------------------- | ------------------------------------------------------------------------------- | ------------------------------------------------------------------------------- | ------------------------------------------------------------------------------- | ------------------------------------------------------------------------------- | ------------------------------------------------------------------------------- |
| 12-9-2023                                                                       | Klaksvík                                                                        | Fær Øer under 21                                                                | 2 – 4                                                                           | Croazia under 21                                                                | Qual. Europeo Under-21 2025                                                     | -                                                                               | 72’                                                                             |
| Totale                                                                          |                                                                                 | Presenze                                                                        | 1                                                                               |                                                                                 | Reti                                                                            | 0                                                                               |                                                                                 |

| Cronologia completa delle presenze e delle reti in nazionale ― Croazia under 19 | Cronologia completa delle presenze e delle reti in nazionale ― Croazia under 19 | Cronologia completa delle presenze e delle reti in nazionale ― Croazia under 19 | Cronologia completa delle presenze e delle reti in nazionale ― Croazia under 19 | Cronologia completa delle presenze e delle reti in nazionale ― Croazia under 19 | Cronologia completa delle presenze e delle reti in nazionale ― Croazia under 19 | Cronologia completa delle presenze e delle reti in nazionale ― Croazia under 19 | Cronologia completa delle presenze e delle reti in nazionale ― Croazia under 19 |
| Data                                                                            | Città                                                                           | In casa                                                                         | Risultato                                                                       | Ospiti                                                                          | Competizione                                                                    | Reti                                                                            | Note                                                                            |
| ------------------------------------------------------------------------------- | ------------------------------------------------------------------------------- | ------------------------------------------------------------------------------- | ------------------------------------------------------------------------------- | ------------------------------------------------------------------------------- | ------------------------------------------------------------------------------- | ------------------------------------------------------------------------------- | ------------------------------------------------------------------------------- |
| 17-2-2021                                                                       | Szombathely                                                                     | Ungheria under 19                                                               | 2 – 2                                                                           | Croazia under 19                                                                | Amichevole                                                                      | -                                                                               | 60’                                                                             |
| 6-10-2021                                                                       | Zagabria                                                                        | Croazia under 19                                                                | 3 – 3                                                                           | Russia under 19                                                                 | Amichevole                                                                      | -                                                                               | 46’                                                                             |
| 9-10-2021                                                                       | Zagabria                                                                        | Croazia under 19                                                                | 3 – 3                                                                           | Svizzera under 19                                                               | Amichevole                                                                      | -                                                                               | 86’                                                                             |
| 10-11-2021                                                                      | Karlovac                                                                        | Croazia under 19                                                                | 7 – 0                                                                           | Gibilterra under 19                                                             | Qual. Europeo Under-19 2022                                                     | 1                                                                               | 63’                                                                             |
| 13-11-2021                                                                      | Karlovac                                                                        | Croazia under 19                                                                | 2 – 0                                                                           | Armenia under 19                                                                | Qual. Europeo Under-19 2022                                                     | -                                                                               |                                                                                 |
| 16-11-2021                                                                      | Karlovac                                                                        | Scozia under 19                                                                 | 1 – 1                                                                           | Croazia under 19                                                                | Qual. Europeo Under-19 2022                                                     | -                                                                               | 82’                                                                             |
| Totale                                                                          |                                                                                 | Presenze                                                                        | 6                                                                               |                                                                                 | Reti                                                                            | 1                                                                               |                                                                                 |